# Distretto di Yancheng (Kaohsiung)
Il distretto di Yancheng (鹽埕區S, Yánchéng QūP) è un distretto della municipalità di Kaohsiung, situata a Taiwan.